# 二本松市民会館
二本松市民会館（にほんまつしみんかいかん）は、福島県二本松市にある多目的ホール。
二本松市青年の家、二本松市二本松勤労青少年ホームと共に、二本松市文化センターを構成する施設の一部。

## 概要
二本松市の中心部にあり、コンサートや演劇の発表等、幅広い行事に活用されている。
大ホールの座席数は固定席1,212席、車椅子利用者席6席が確保されている。
1969年開館。福島県内に現存するホールの中では老舗である。
開館当時、福島県内では比較的規模の大きな集会施設であった。

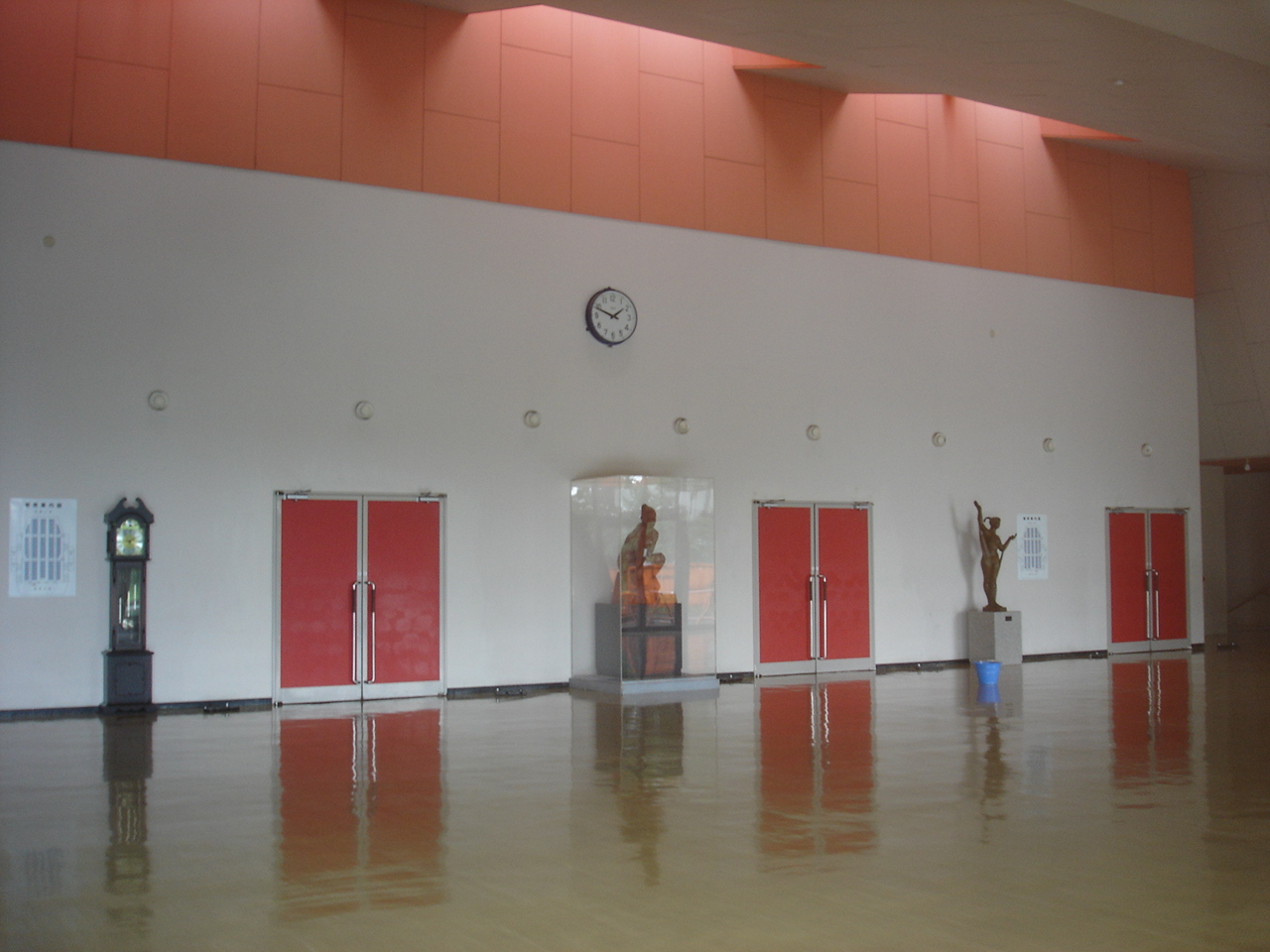
ホワイエ

## アクセス
- JR二本松駅より、福島交通のバスで文化センター下車、徒歩1分。
- 駐車場が130台分確保されている。